# Roccella Valdemone
Roccella Valdemone ist eine Gemeinde der Metropolitanstadt Messina in der Region Sizilien in Italien mit 561 Einwohnern (Stand 31. Dezember 2023).

## Lage und Daten
Roccella Valdemone liegt 88 km südwestlich von Messina. Die Einwohner arbeiten hauptsächlich in der Landwirtschaft. Ein typisches Produkt aus Roccella Valdemone sind verschiedene Käsesorten.
Die Nachbargemeinden sind Castiglione di Sicilia (CT), Malvagna, Mojo Alcantara, Montalbano Elicona, Randazzo (CT) und Santa Domenica Vittoria.

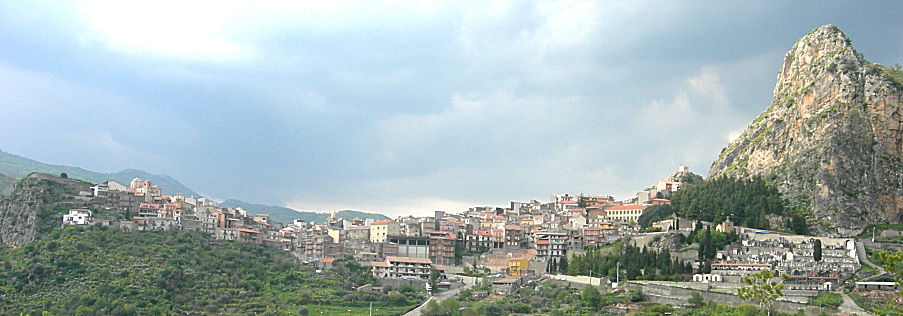
Roccella Valdemone

## Geschichte
Der Ort entstand im Mittelalter. Die letzten Lakedaimonier – auf sie bezieht sich der Gemeindename – flohen Anfang des 10. Jahrhunderts von der  Peloponnes vor den eindringenden Slawen hierher zu ehemaligen (großgriechischen) Landsleuten. Das eigentliche Ziel der Flüchtlinge war ursprünglich wohl Tarent. Ihre Spuren verlieren sich aber bald endgültig (siehe Val Demone). Der Ort wurde 1296 Lehen der Familie Spadafora.

## Sehenswürdigkeiten
- Pfarrkirche des hl. Nicolo di Bari, erbaut um 1400, im Inneren ein Marmorbild der Geburt Christi von G. Gaggini aus dem Jahr 1526
- Kirche Santa Maria dell’Udienza mit einer Marmorstatue der hl. Maria dell'Udienza
- Reste des mittelalterlichen Schlosses